# РБУ-6000
РБУ-6000 (скор. «Реактивно-бомбометна установка-6000», найменування — «Смерч-2») — радянський реактивний морський бомбомет зі стаціонарною, навідною у двох площинах установкою з дванадцятьма радіально розташованими стволами. Призначений для знищення підводних човнів і атакуючих торпед супротивника.
Реактивно-бомбометна система була прийнята на озброєння ВМФ СРСР в 1961 році. Виробництво було організовано на заводі № 9 у місті Свердловськ.
Система «Смерч-2» має дистанційно навідну пускову установку, що заряджає пристрій глибинними бомбами РГБ-60 з підривною системою УДВ-60, пускову систему ПУСБ «Буря» з приставкою «Зумер». ПУСБ «Буря», що управляє вогнем до чотирьох РБУ-6000. Час реакції з моменту виявлення підводного човна до початку стрільби 1–2 хвилини.
Під установкою в нижній палубі розміщується льох з глибинними бомбами. Заряджання та разряжання відбуваться за допомогою заряджаючого пристрою, в який бомби з погреба подаються спеціальним підйомником. Вихід обслуговуючого персоналу на палубу для цієї мети не потрібний. Після заряджання останнього ствола РБУ автоматично повертається в режим наведення. Після витрачення всіх бомб вона також автоматично переходить в стан «заряджання» — пакет стволів опускається на кут 90° і повертається для заряджання чергового ствола за курсовим кутом.
На суднах різних проектів замість ПУСБ «Буря» могли використовувати комплекс приладів управління стрільбою протичовновою зброєю «Пурга» або система «Дозор — Тюльпан».

## Сухопутні варіанти

### Російсько-українська війна
У вересні 2023 року інформаційне видання Мілітарний повідомило, що росіяни встановили корабельний реактивний бомбомет на гусеничний тягач МТ-ЛБ.
У січні 2024 року зʼявилося відео з пусками РБК-6000 встановленими на шасі танку Т-80У. З нього було демонтовано башту замість якої розмістили ракетно-бомбову установку. 
Тоді ж помітили корабельний 213-мм реактивний бомбомет РБУ-6000 “Смерч-2” на шасі вантажівки Урал 4320 на окупованій частині Луганщини, а саме в Алчевську.
На початку серпня 2024 третя штурмова бригада опублікувала відео знищення установки, встановленої на базу МТ-ЛБ на Харківщині. Знищення РБУ-6000 на базі МТЛБ на Харківщині. Telegram (укр.). Процитовано 1 серпня 2024.